# 佩德罗·阿尔瓦雷斯·卡布拉尔

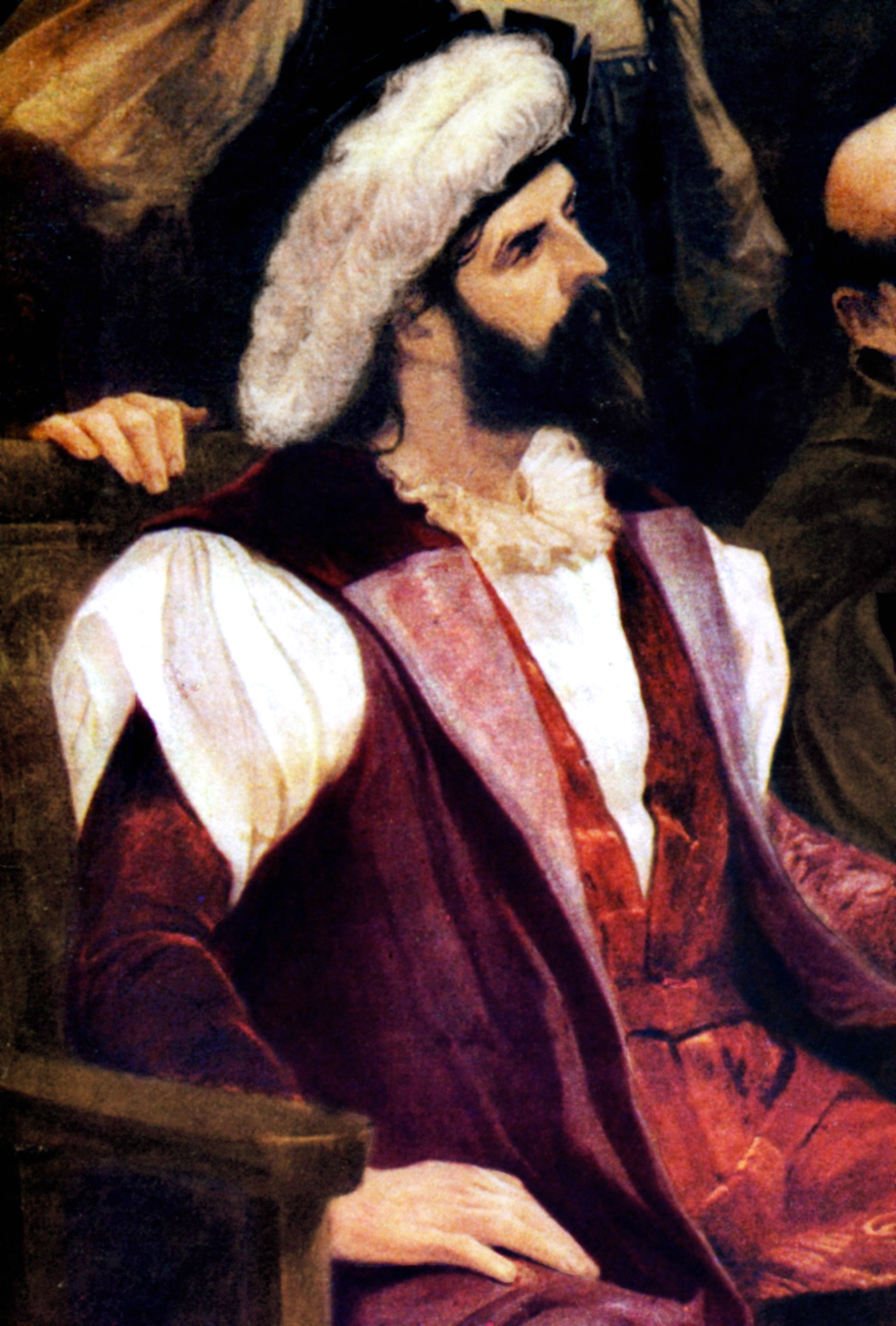

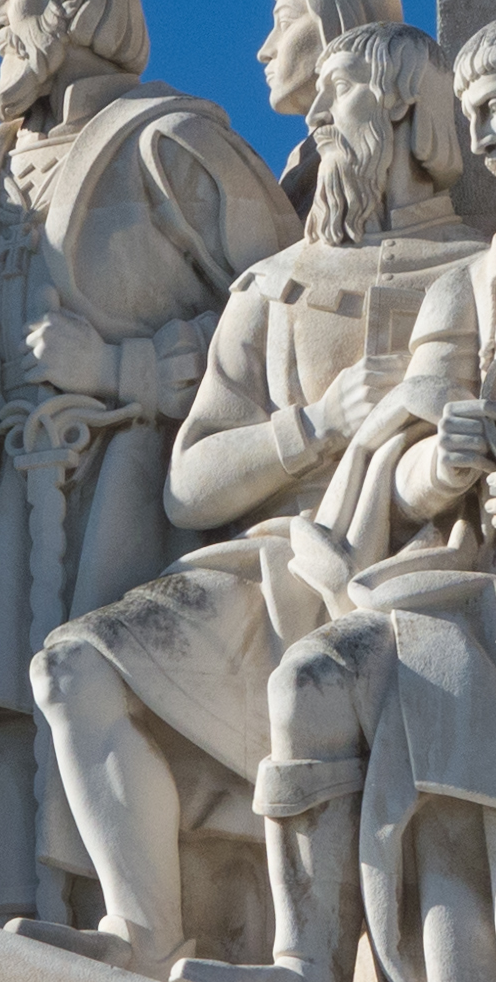
卡布拉爾位於里斯本發現者紀念碑的雕像

佩德罗·阿尔瓦雷斯·卡布拉尔（葡萄牙語：Pedro Álvares Cabral，1467或1468年—约1520年），是一名出生於贝尔蒙蒂的葡萄牙航海家、探险家，被普遍认为是最早到达巴西的欧洲人（1500年4月22日）。

## 出航

紅線是卡布拉爾在1500年往印度航線，藍線是回程航線

1500年3月9日，葡萄牙國王瑪奴爾一世（1469年5月31日－1521年2月13日）派遣卡布拉尔指揮十三艘船隊，率領1,200人，由里斯本出發，前往印度。經佛得角群岛後，為躲避非洲赤道無風區，向西南方向前進，於4月22日偶然發現陸地。23日卡布拉尔登陸插上十字架宣告佔領，並取名叫「聖十字架之地」（Terra de Vera Cruz），即現在巴西巴伊亞州塞古魯港。在该地短暫停留後，卡布拉尔於5月3日啟航，向真正目的地印度駛去。
1500年9月13日，卡布拉爾的船隊抵達印度的卡利卡特。